# Gnoriste bilineata
Gnoriste bilineata är en tvåvingeart som beskrevs av Zetterstedt 1852. Gnoriste bilineata ingår i släktet Gnoriste och familjen svampmyggor. Arten är reproducerande i Sverige. Inga underarter finns listade i Catalogue of Life.